# Meidericher Spielverein Duisburg (femminile)
Il Meidericher Spielverein Duisburg Frauen, spesso abbreviato in MSV Duisburg o anche solo Duisburg, è una squadra di calcio femminile professionistica tedesca con sede a Duisburg. A livello societario la squadra, che nella stagione 2022-2023 milita in Frauen-Bundesliga, livello di vertice del campionato tedesco, affianca l'omonima formazione maschile che milita in 2. Fußball-Bundesliga.

## Storia
La squadra venne istituita nel 2014, assorbendo il 2001 Duisburg che chiuse per bancarotta al termine della stagione 2013-2014.
Iscritta, grazie alla posizione del 2001 Duisburg, alla stagione 2014-2015 di Frauen-Bundesliga, basando il proprio organico prevalentemente sul settore giovanile, la squadra, affidata a Inka Grings, ex attaccante che decise di abbandonare il calcio giocato, non riuscì ad essere competitiva frequentando sempre la parte bassa della classifica. La stagione terminò con 17 punti e l'undicesimo posto, a 2 punti dal neopromosso Sand e dalla salvezza, con sole 3 vittorie su 22 incontri retrocedendo in 2. Frauen-Bundesliga.
L'MSV, inserito nel girone Nord della 2. Frauen-Bundesliga, affrontò la stagione entrante con più efficacia conquistando fin dall'inizio posizioni di vertice. Vinse tutte e 22 le giornate di campionato e venne così promosso in Frauen-Bundesliga.

## Allenatori
- 2014-2017  Inka Grings
- 2017-2018  Christian Franz-Pohlmann
- 2018-2021  Thomas Gerstner
- 2021-2022  Henrik Lehm (1ª-15ª)
 Nico Schneck (15ª-22ª)
- 2022-2023  Nico Schneck (1ª-17ª)
 Thomas Gerstner (18ª-22ª)
- 2023-2024  Thomas Gerstner

## Palmarès

### Competizioni nazionali
- Campionato tedesco di seconda divisione: 1

2015-2016